# Opopaea probosciella
Opopaea probosciella är en spindelart som beskrevs av Michael Ilmari Saaristo 200. Opopaea probosciella ingår i släktet Opopaea och familjen dansspindlar.
Artens utbredningsområde är Seychellerna. Inga underarter finns listade i Catalogue of Life.